# てのひらを、たいように
『てのひらを、たいように』は、2003年1月24日にClearから発売された恋愛アドベンチャーゲーム。
2004年3月25日にはプリンセスソフトからドリームキャスト版、及び『てのひらを、たいように〜永久の絆〜』として、PlayStation 2版が発売された。

## ストーリー
美しい自然に囲まれた里、水郷町。この小さな田舎町で「春野明生」は毎日を平凡に過ごしていた。
季節は夏。もうすぐ夏休みというそんなある日のこと、彼は一人の少女と出会う。
少女の名は「夏森永久」。今度、明生の通う学校に転校してきたという。透き通るように白い容姿に子供のような純粋な心。そして、初めて出会ったはずなのになぜか不思議な懐かしさを感じさせる永久に、明生はだんだんと心惹かれていく。
仲良くなる二人。蘇り始める過去の“記憶”。
そして─夏休みが始まった。

## 主要登場人物
※声優はDC版&PS2版のもの、18禁版は非公表。
春野 明生（はるの あきお）
- 本作の主人公。高校2年生。友達思いの明るい好漢。「〜っつの」が口癖。両親は他界しており、マンションで一人暮らしをしている。

夏森 永久（なつのもり とわ）
CV：柳瀬なつみ
- 本作品のメインヒロイン。夏休み目前に、明生のクラスに転入してくる。非常に明るくおっとりした天然ボケ少女。明生同様、両親が死亡している。

佐倉 穂（さくら みのる）
CV：矢沢まなみ
- 明生の幼馴染だが、物語開始時には疎遠になっている。喫茶店を経営している母と二人暮らし。勝気で前向きな努力家。料理が得意。

吉野 美花（よしの みか）
CV：赤坂彩
- 明生のもう一人の幼馴染。わがままで人見知りが激しい性格から、周囲から浮くこともしばしば。花好き。母親は亡くなっている。

佐倉 穂波（さくら ほなみ）
- 穂の母親。明生の初恋の人。

蓮見 まりあ（はすみ まりあ）
- 明生、永久とクラスメート。父親は街の実力者。過去の勘違いにより、明生たちに嫌がらせをしてくる。

日高 圭一郎（ひだか けいいちろう）
- どこにでもいる教師に見えるが、妹がいてその妹が永久により意識不明になったと思い込み明生達を敵視する。

### 別ルート
速見 順哉（はやみ じゅんや）
- 別ルートの主人公。明生とは1学年上の幼馴染。明生曰く、幼いころから何でも出来ていて、小さい頃は明生に憧れられていた。

床与 更紗（とこよ さらさ）
CV：乃田あす実
- 別ルートのヒロイン。高校三年生。穏やかでおっとりした性格。趣味は昼寝。

成瀬 凛（なるせ りん）
CV：成島深音
- 別ルートのヒロイン。中学三年生。旧家の令嬢だが、それを鼻にかけることのない気さくで人懐っこい少女。

## てのひらを、たいようにAB
『てのひらを、たいようにAB』は、2003年5月30日に発売された本作のファンディスク。「てのひらを、たいように」本編の後日談を描いた“After”シナリオと、本編開始以前の物語である“Before”シナリオ+αが収録されている。同梱特典として「てのひらを、たいように」サウンドトラックと、「Moon Light（Clearブランドの過去作品）」アレンジCD。

## スタッフ
- シナリオ

秋津環、冬雀
- 原画

おーじ
- 音楽

cresc
- OPテーマ ： 『てのひらをたいように』
  - 歌：佐藤裕美
  - 作詞：Clear
  - 作曲：cresc

曲の評価は高く収録先は多いが残念ながらフルコーラスは存在しない。
- EDテーマ ： 『あしたの約束』
  - 歌：佐藤裕美
  - 作詞：Clear
  - 作曲：cresc

## 関連商品
- オリジナルドラマCD 『みんなの夏祭り』 / 2004年4月21日発売 ※キャストはCDオリジナル
- てのひらを、たいように DVDPG

「てのひらを、たいように」本編に「てのひらを、たいようにAB」のシナリオを追加したDVDPG版。アイチェリーから2004年8月13日に発売。インターネット常時接続下でのみ利用可能なストリーミング版もある。